# Csontváry
Csontváry è un film del 1980 diretto da Zoltán Huszárik e basato sulla vita del pittore ungherese Tivadar Kosztka Csontváry.
È stato presentato nella sezione Un Certain Regard al 33º Festival di Cannes.